# Tazatel
Tazatel je dobrovolným nebo profesionalizovaným spolupracovníkem výzkumného týmu, který vede sociologické interview. Jeho úkolem je vyhledávat vhodné respondenty, se kterými poté vede rozhovor. Během rozhovoru klade předepsané nebo orientačně naznačené otázky a odpovědi dotazovaných si zapisuje. Tazatelem může být sám výzkumník (nejčastěji sociolog nebo psycholog), nebo laik, který absolvoval instruktáže tazatelů.

## Požadavky na tazatele
Soubor tazatelů tvoří tzv. tazatelské sítě. Jedním z nejdůležitějších aspektů při budování tazatelské sítě, je výběr vhodného tazatele. Tazatel má totiž velký vliv na odpovědi respondenta. Tento vliv, který se nazývá efekt tazatele, se často zkoumá v rámci metodologických problémů. Skrze něj se zjišťuje vliv různých charakteristik tazatele a jeho chování na získaná empirická data. Pokud například tazatel nemá schopnost trpělivě naslouchat, respondent nebude mít čas si odpověď rozmyslet, a proto jeho odpověď nebude mít plnohodnotný význam. Svým nevhodným chováním může tazatel ovlivnit výpovědi dotazovaných i situaci rozhovoru, vytvořit negativní sociální klima. Od tazatele se vyžaduje, aby byl osobou pečlivou, schopnou aktivní komunikace, upřímně se zajímající o názory druhých. Tazatelova úloha spočívá ve sběru dat podle přesně daných pokynů jak při výběru tazatelů, tak během průběhu rozhovoru. Může být ale také pověřen dalšími speciálními úkoly (např. zaznamenáním reakce respondentů). Je proto nejen nezbytné budoucímu tazateli poskytnout důkladnou instruktáž, ale také průběžně kontrolovat jeho práci. 

## Výhody a nevýhody využívání tazatelů
Využití tazatele pro dotazování umožňuje vysokou návratnost dotazníků, omezení vlivu „třetích osob“ na dotazování, zvýšení přesnosti záznamu odpovědí, zachycení složitých výpovědí apod. Využívání tazatele má však i své nevýhody. Může dojít k ovlivnění odpovědi respondentů na základě tazatelovy osobnosti a v neposlední řadě také k vědomému či nevědomému zkreslování výsledků. 

## Tazatelská síť
Tazatelská síť je souborem tazatelů, kteří jsou systematicky a cílevědomě vybírání, připravováni (kontrolováni, hodnoceni) a využíváni ke sběru informací formou interview. Tazatelské sítě dělíme podle doby fungování na dočasné (ad hoc) a trvalé. Velikost sítě tazatelů  může dosahovat až několika set osob. Největší stále sítě tazatelů mívají ústavy a agentury pro výzkum veřejného mínění a výzkum trhu.

### Problematika práce s tazatelskou sítí
Problematika práce s tazatelskou sítí lze rozdělit do následujících základních oblastí: 
1. Nábor tazatelů (provádí se zpravidla pomocí inzerátů)
2. Výběr tazatelů (na základě osobního kontaktu s uchazeči)
3. Příprava tazatelů, zahrnující základní instruktáž o pravidlech práce
4. Využívání tazatelů, které bývá nepravidelné v závislosti na četnosti výskytu a typu výzkumných akcí (rozdílné využití dočasných a trvalých tazatelů)
5. Kontrola práce tazatelů
6. Hodnocení a odměňování práce tazatelů
7. Řízení sítě tazatelů, které vyžaduje trvalý obousměrný kontakt, evidenci o databázi dat, o složení sítě tazatelů a její činnosti. Někdy jsou budovány speciální sítě tazatelů, školené pro náročnější úkoly (např. pro aplikaci hloubkových interview, psychologických testů apod.), které se nazývají též „elitními tazatelskými sítěmi“.[1]

### Standardy tazatelských sítí
Pro všechny etapy práce s tazateli existují pravidla týkající se jejich získávání, školení, evidenci aj. Cílem dodržování standardů je zajistit co nejkvalitnější tazatelskou základnu. Napomáhají mimo jiné jednotné informovanosti tazatelů o obecných pravidlech práce tazatele, etických zásadách výzkumu a mlčenlivosti. Příkladem těchto pravidel pro získávání a školení tazatelů je mimo jiné požadavek na právní způsobilost a morální bezúhonnost tazatelů, úspěšné absolvování vstupního školení nebo úspěšné provedení testovací práce.